# Lawrence Conrad
Lawrence I. Conrad (1949) è uno storico britannico, esperto di medicina del Vicino Oriente.
Docente nell'UCL Centre for the History of Medicine di Londra e  Lecturer nell'University College (Londra).
Conseguì il suo PhD nella Princeton University.
È autore di numerosi studi di storia sociale medievale vicino-orientale, di storia della medicina araba e islamica, oltre che di storiografia araba, greca e siriaca.
Ha collaborato con Albrecht Noth per la seconda edizione della The Early Arabic Historical Tradition: A Source-Critical Study (1994) e ha lasciato un originale studio su Ibn Aʿtham al-Kūfī, particolarmente utile a inquadrare storiograficamente l'autore arabo del Kitāb al-futūḥ.
Alcuni suoi contributi sono stati nuovamente proposti nel libro Quest for the Historical Muhammad edito da Ibn Warraq.

## Opere scelte
- The World of Ibn Tufayl, Leide, Brill, 1996.
- Lawrence I Conrad, Benjamin Jokisch, Ulrich Rebstock (ed.s), Fremde, Feinde Und Kurioses. Innen- Und Au Enansichten Unseres Muslimischen Nachbarn(Studien Zur Geschichte Und Kultur Des Islamischen Orients), Berlino, Walter de Gruyter, 2009.

| Controllo di autorità | VIAF (EN) 19693201 · ISNI (EN) 0000 0001 0876 2091 · LCCN (EN) n83064823 · GND (DE) 172995051 · BNE (ES) XX1163509 (data) · BNF (FR) cb120323053 (data) · J9U (EN, HE) 987007259803005171 |